# 高氏前肛鰻
高氏前肛鰻，為輻鰭魚綱鰻鱺目通鰓鰻科的其中一個種。

## 分布
本魚分布於印度西太平洋海域。

## 特徵
本魚無鱗，具有胸鰭或無。上頜較下頜長。無前上頜骨齒。上頜骨齒細小，約4列，最內側的牙齒較大；下頜骨齒類似上頜骨齒。鋤骨齒4枚。鋤骨齒為複合齒，每一枚複合齒之基部有一小丘狀組織。背鰭起於胸鰭基部之上。脊椎骨數130至132。體長為體高的17.3倍；尾長為頭與軀幹的5.9倍；頭長為吻長的4.2倍；吻長為眼徑的10倍。肛門在胸鰭尖端之下。側線不超過體之前1/4。體長可達19.7公分。

## 生態
屬於底棲魚類，在100至400公尺深之海底生活，以小型魚類、甲殼類及軟體動物為食。

## 經濟利用
數量少，不具經濟價值。

## 外部連結
高氏前肛鰻的圖片